# خالي من الدم
خالي من الدم (بالكورية: 지배종) هو مسلسل تلفزيوني كوري جنوبي، من بطولة جو جي هون، هان هيو جو، لي هي جون، لي مو-ساينغ، بارك جي-ايون. تم اصدار حلقتين على ديزني+ يوم الاربعاء بداية من في 10 أبريل الى 8 مايو 2024.

## القصة
بي في شركة التكنولوجيا الحيوية، التي بدأت عصر اللحوم المزروعة صناعيًا، المهيمنة على السوق، ويبدأ الأشخاص الذين لديهم شكوك حول تصرفات الرئيس التنفيذي لشركة بي في في الظهور واحدًا تلو الآخر، سواء في الداخل أو خارج الشركة.

## طاقم

### رئيسي
- جو جي هون في دور وو تشاي وون

جندي سابق وحارس شخصي حالي تخرج من الأكاديمية البحرية.
- هان هيو جو بدور يون جا يو

هي المؤسس والرئيس التنفيذي لمجموعة BF.
- لي هي جون بدور سيون وو جاي

رئيس الوزراء.
- لي مو-سانغ بدور اون سان

عالم فيزيولوجي وعضو مؤسس مشارك لمجموعة BF والمدير العام لتكنولوجيا الوسائط الثقافية.
- بارك جي-ايون بدور جيونغ هاي ديون

محامٍية ورئيسة قسم التخطيط في مجموعة BF

### داعم
- كيم سانغ هو في دور كيم شين غو: مهندس حيوي قام بتطوير التكنولوجيا الأساسية للحوم الاصطناعية[7]
- لي سيو[8]

## الإنتاج
المسلسل مكون من 10 حلقات، بتكلفة انتاج بحوالي 24 مليار وون. المسلسل من كتابة كيم سو-ايون، التي كتبت سلسلة الغابة السرية (2017-20)، حياة (2018)، شبكة (2021).

## روابط خارجية
- خالي من الدم على موقع IMDb (الإنجليزية)
- خالي من الدم على موقع روتن توميتوز (الإنجليزية)
- خالي من الدم على موقع فيلمافينيتي (الإسبانية)
- خالي من الدم على موقع ألو سيني (الفرنسية)
- خالي من الدم على موقع قاعدة بيانات الفيلم (الإنجليزية)
- خالي من الدم على هانسينما